# Едуардо Каманьйо
Едуа́рдо О́скар Кама́ньйо (ісп. Eduardo Óscar Camaño, *17 червня 1946) — аргентинський політик, який виконував обов'язки президента Аргентини з 30 грудня 2001 по 2 січня 2002 року.

## Біографія
Каманьйо був мером округу Кілмес з 1987 до 1991 року. До 2007 року він мав місце у палаті депутатів Аргентини від провінції Буенос-Айрес. Він був лідером більшості нижньої палати аргентинського парламенту з 2001 року. В результаті відставки Адольфо Родрігеса Саа і Рамона Пуерта він очолив виконавчу владу.
У подальші роки він створив пероністський блок з Едуардо Дуальде, який перебував в опозиції до президента Нестора Кіршнера. У 2007 році Каманьйо знову претендував на місце у парламенті, цього разу за списком анти-Кіршнерівського блоку. Але в результаті він поступився своїм місцем Рікардо Кукковілло, представнику Громадянської коаліції. .
Після цього Каманьйо став головою національної ради Хустисіалістської партії, що зробило його лідером партії разом із Дуальде і Кіршнером. У 2008 році, коли Кіршнер узяв на себе керівництво партією, він запропонував Каманьйо і Дуальде керівні посади, що могло об'єднати ворожо налаштовані одна до одної фракції всередині партії. 